# Släkten är värst (1936)
Släkten är värst är en svensk komedifilm från 1936 i regi av Anders Henrikson.
Filmens förlaga var pjäsen Die Familie Hannemann ist eine Erfindung/Tante Jutta aus Kalkutta. Ett första manus med titeln Spanska flugan skrevs av Gösta Stevens och bearbetades av Ragnhild Prim, men godkändes inte för filmning. Istället kom manuset att skrivas av Börje Larsson, Åke Söderblom och Torsten Lundqvist. Musiken skrevs av Jules Sylvain, Martin Bodin fotade och Rolf Husberg klippte. Produktions- och distributionsbolag var AB Wivefilm. Filmen hade premiär den 27 juli 1936 på biografen Skandia i Stockholm och var 77 minuter lång. Den var tillåten från femton år.
Den ursprungliga pjäsen blev filmad i Tyskland 1953 med titeln Tante Jutta aus Kalkutta i regi av Karl-Georg Külb. Den har aldrig visats i Sverige.

## Handling
Den unge advokaten Hasse Holmström har låtsats vara gift och ha barn för att på så sätt kunna inkassera pengar från en rik faster. Efterhand uppdagas sanningen och fastern accepterar situationen. Hasse förälskar sig i fasterns adoptivdotter May och de två förmodas förlova sig.

## Om filmen
Släkten är värst har vistas i SVT, bland annat i september 2019.

## Rollista
- Håkan Westergren – advokaten Hasse Holmström
- Karin Swanström – fastern Hanna Holmström
- Gull-Maj Norin – May, Hanna Holmströms adoptivdotter
- Nils Ericson – Mille Hansson, skådespelare
- Maritta Marke – Karin, Milles fästmö
- Thor Modéen – Frans-Fredrik Vallbäck-Nord, en före detta utbrytarkung som försvaras av Westergren i rätten
- Eric Abrahamsson – Oscar, Hasses betjänt
- Carin Swensson – Lena, Oscars fru

Ej krediterade
- Knut Frankman – tulltjänsteman
- John Westin – tulltjänsteman
- Oscar Åberg – åklagaren
- Oscar Byström – domaren
- John Hilke – protokollförare i rättssalen
- Valdemar Bentzen – vaktmästare i rättssalen
- Helge Andersson – polis i rättssalen
- Hjördis Gille – person i rättssalen
- Tyra Leijman-Uppström – person i rättssalen
- Eric Dahlström – advokat utanför rättssalen
- Lilly Kjellström – fru Andersson, part i ett domstolsmål
- Christian Schröder – teatervaktmästare
- Eddie Figge – kvinna på teatern
- Arne Lindblad – inspicient på teatern
- Helge Mauritz – skådespelare på scenen

Bortklippta
- Richard Lindström – en svensk-amerikan i tullen
- Verner Oakland – en svensk-amerikan i tullen